# Трясцино (Конаковский район)
Трясцино — деревня в Конаковском районе Тверской области. Входит в состав Юрьево-Девичьевского сельского поселения.

## География
Находится в юго-восточной части Тверской области на расстоянии приблизительно 12 км на запад-юго-запад от центра города Конаково в левобережной части района.

## История
Известна была с 1540-х годов. В 1851 году она принадлежала полковнику барону Николаю Алексеевичу Корфу и имела 19 дворов, а в 1900 году — 24 двора. В период коллективизации здесь был создан колхоз «Правда». Ныне имеет дачный характер.

## Население
Численность населения: 120 человек (1851 год), 161(1900), 16 (русские 100 %)в 2002 году, 0 в 2010.